# Museo Carmen Thyssen

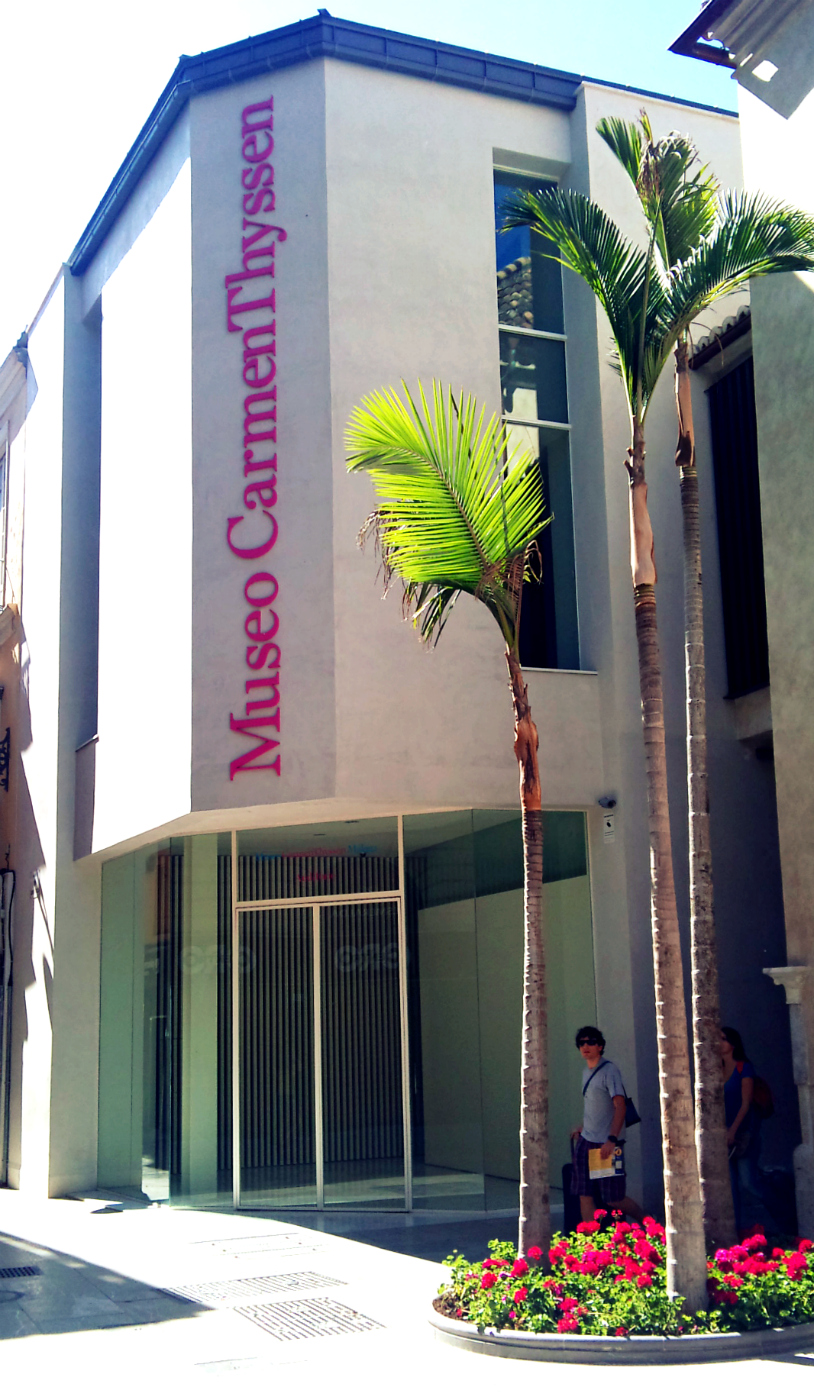
Museo Carmen Thyssen

Das Museo Carmen Thyssen wurde 2011 in Málaga (Spanien) eröffnet. Das Museum befindet sich im Palacio Villalón in der Calle Compañía in der Altstadt von Málaga. Die Dauerausstellung umfasst 230 Werke vorwiegend andalusischer Maler, welche Carmen Thyssen-Bornemisza dem neuen Museum unentgeltlich überlassen hat. Die Ausstellung legt ihren Schwerpunkt auf die spanische Malerei des 19. Jahrhunderts; sie umfasst u. a. Werke von Julio Romero de Torres, Francisco de Zurbarán, Eugenio Lucas Velázquez, Guillermo Gómez Gil und Joaquín Sorolla.

Auswahl von Gemälden des Museums
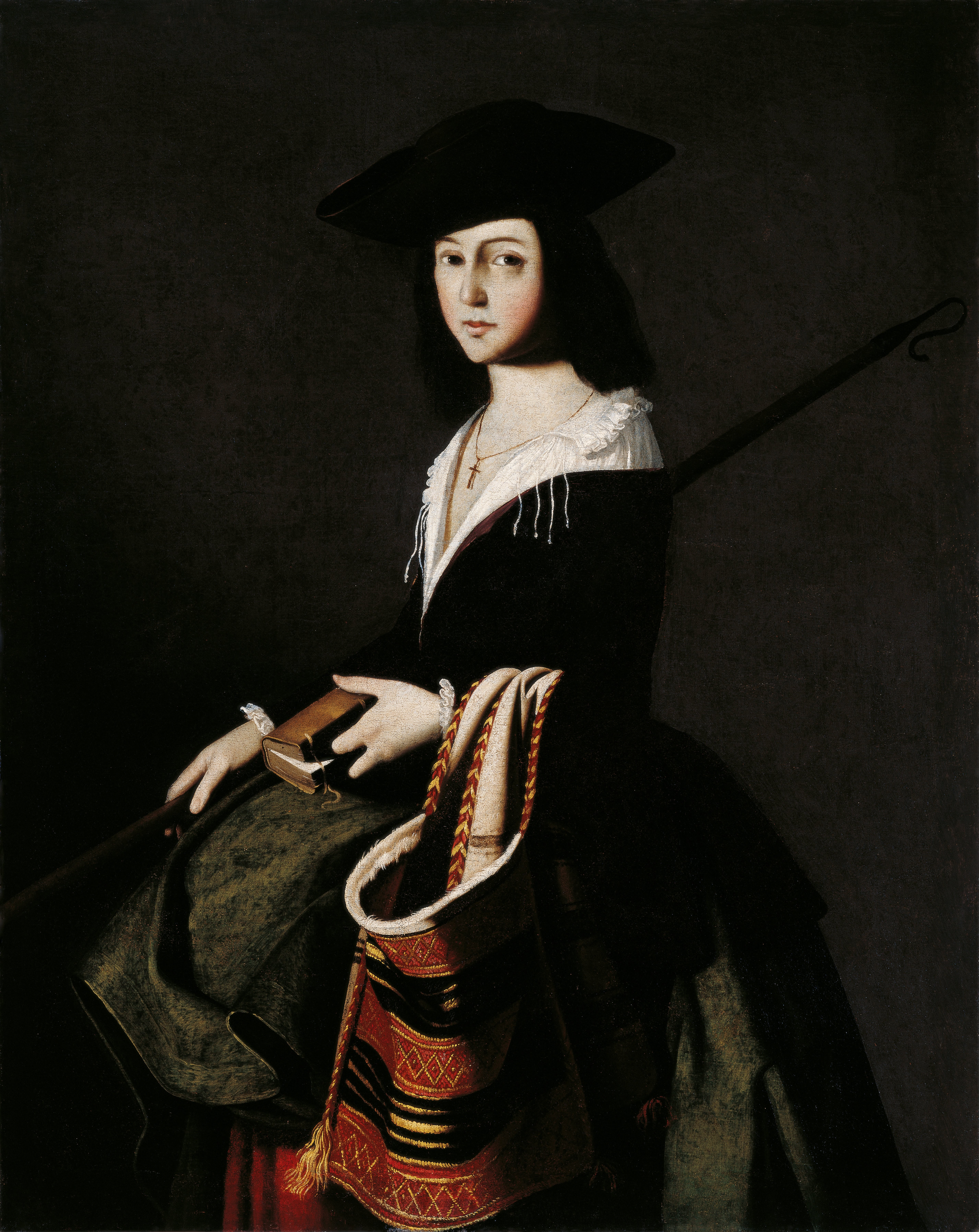
Zurbarán, Heilige Mariña von Aguas Santas (ca. 1650)
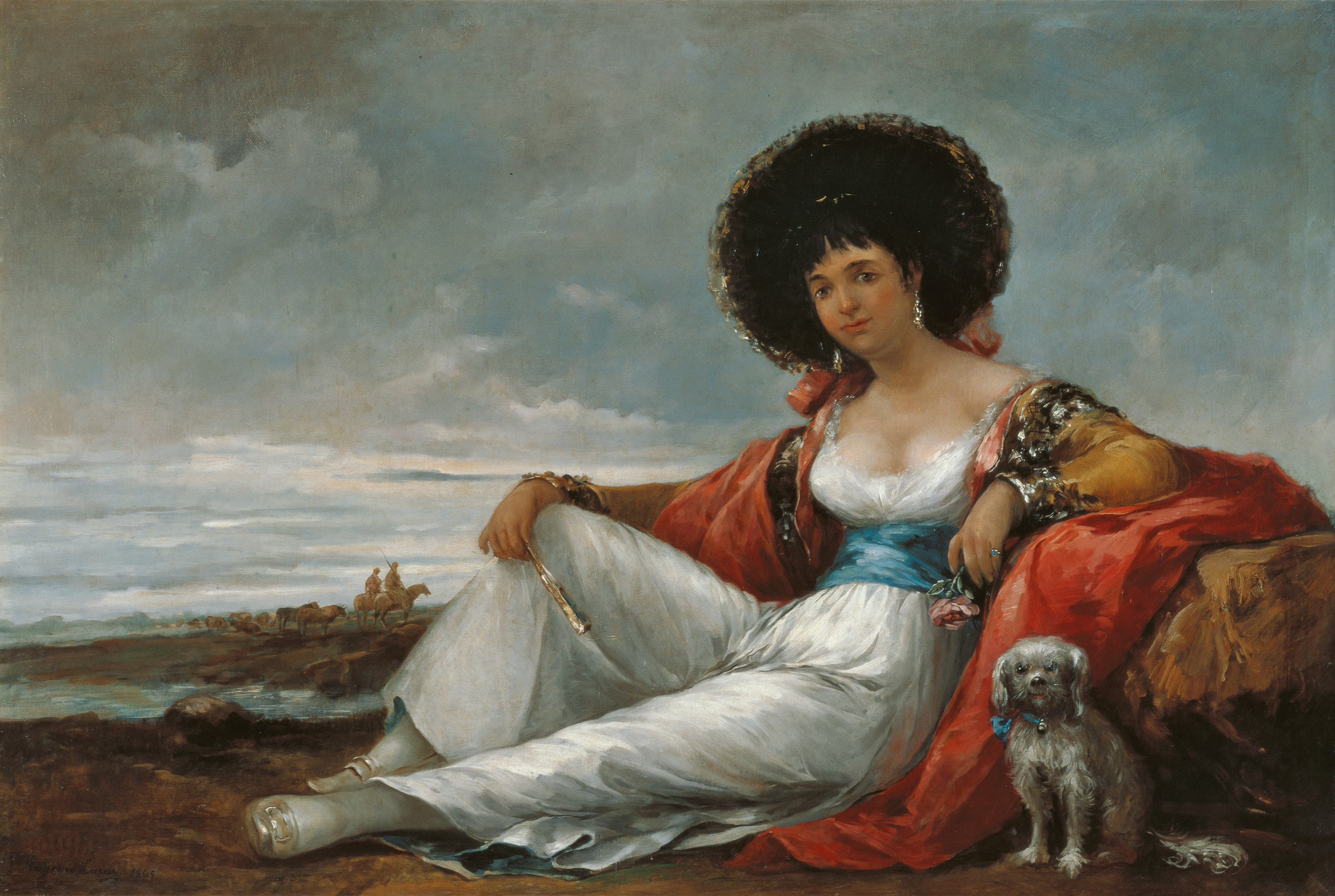
Velázquez, „Maja mit Schoßhund“ (1865)
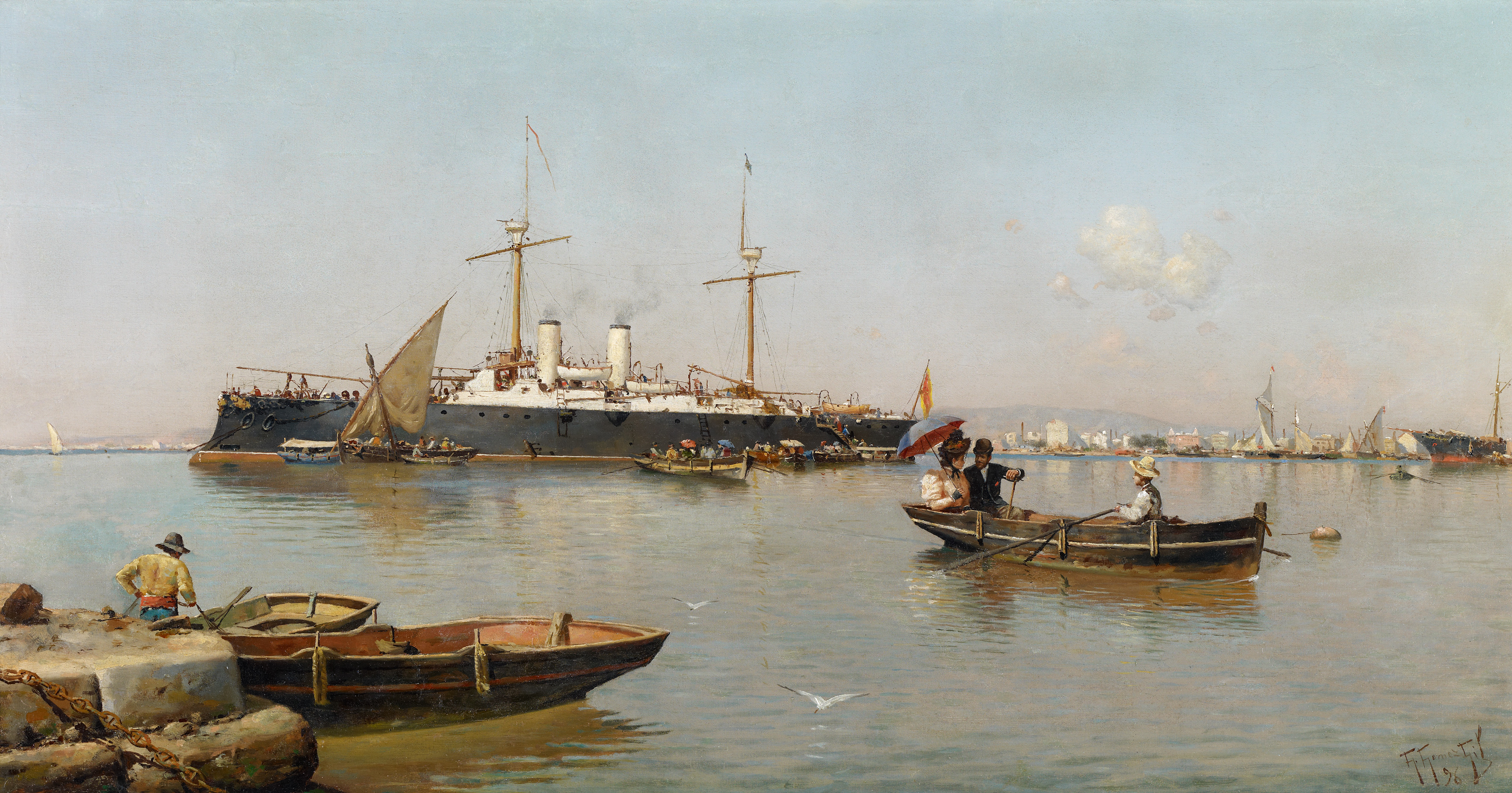
Gil, Im Hafen vom Málaga (1896)
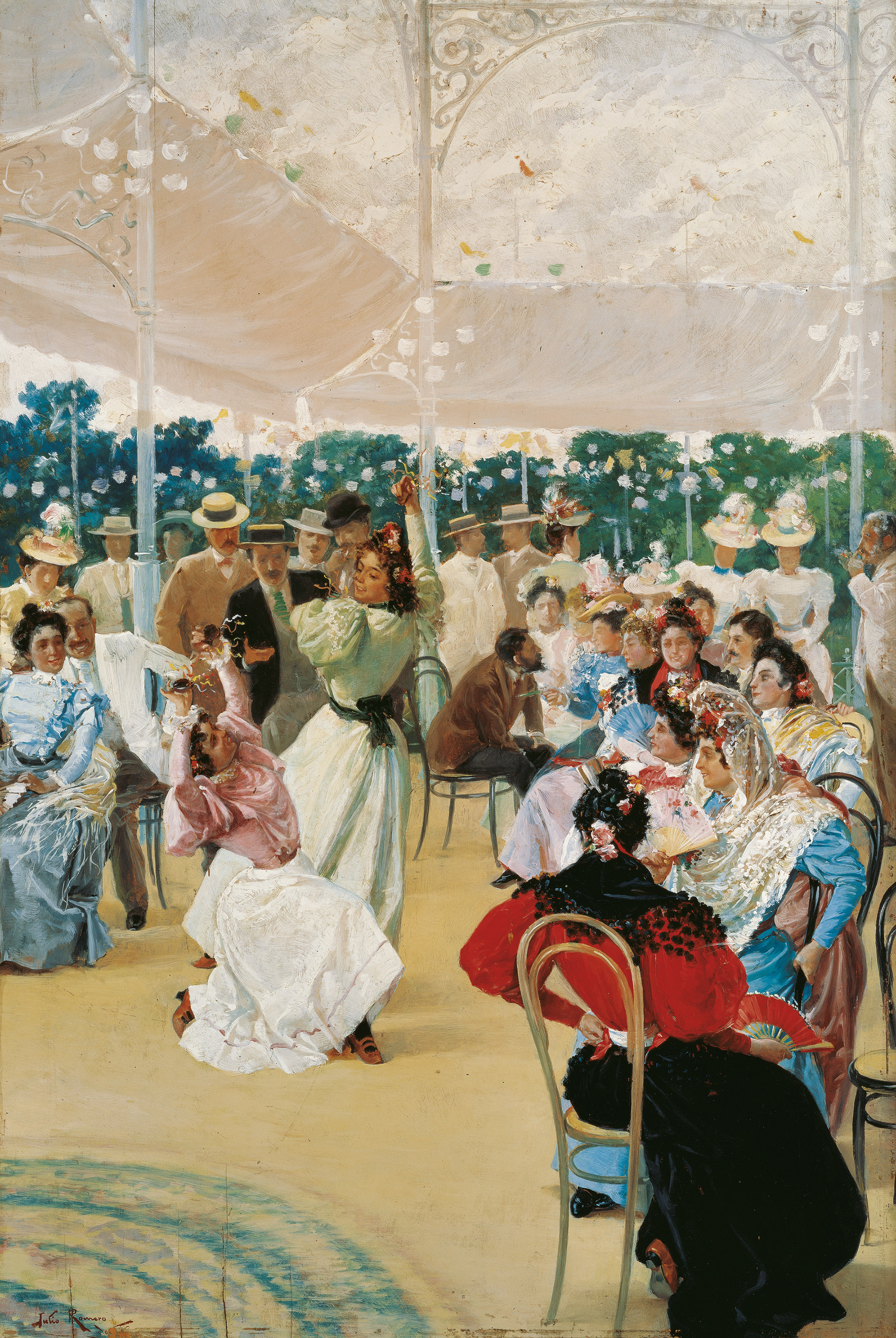
de Torres, „Jahrmarkt von Cordoba“ (ca. 1900)
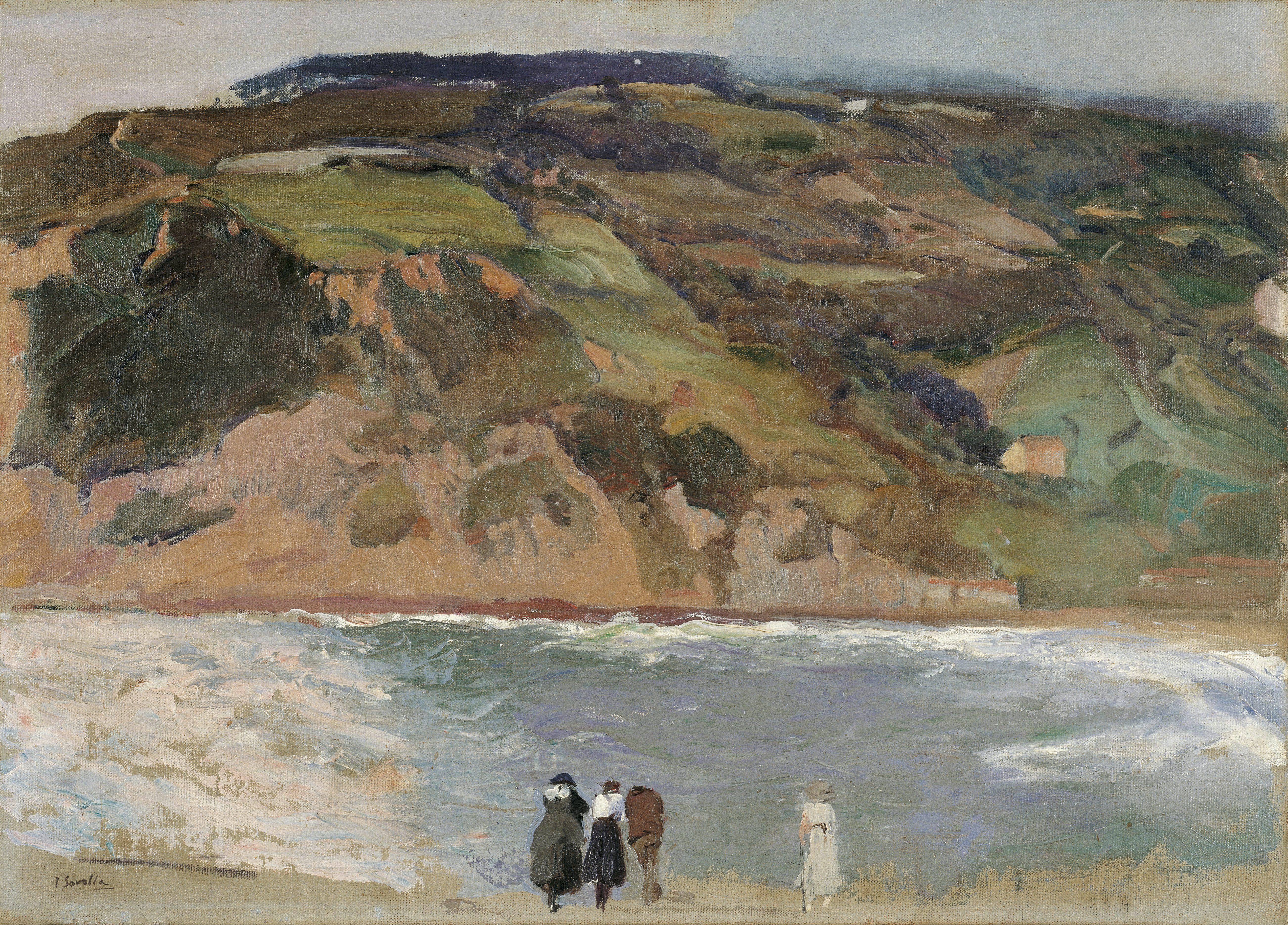
Sorolla, Wellenbrecher bei San Sebastián (ca. 1917)
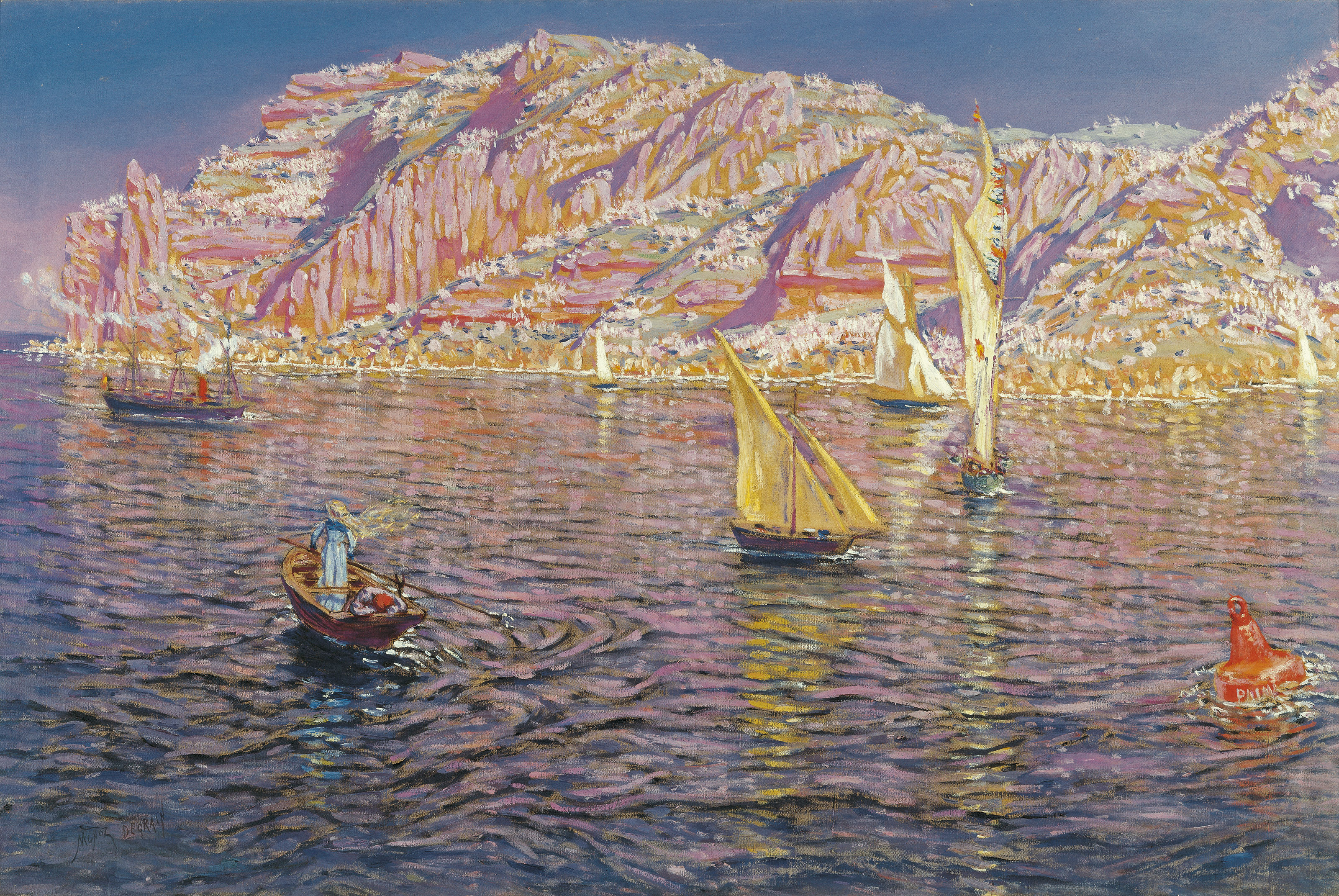
Antonio Muñoz Degrain, Palma de Mallorca (ca. 1910)